# John Pritchard (roddare)
John Pritchard, född den 30 november 1957 i London i Storbritannien, är en brittisk roddare.
Han tog OS-silver i åtta med styrman i samband med de olympiska roddtävlingarna 1980 i Moskva.